# Ava (namn)

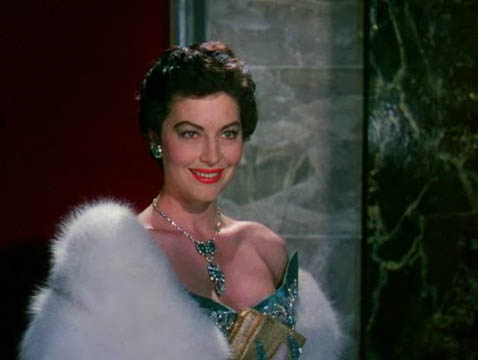
Ava Gardner

Ava är ett nybildat kvinnonamn av det latinska ordet ave som betyder var hälsad. Det kan även vara en kortform av Gustava eller en sidoform till Eva. Namnet har funnits i Sverige sedan mitten av 1800-talet.
Den 31 december 2014 fanns det totalt 630 kvinnor folkbokförda i Sverige med namnet Ava, varav 485 bar det som tilltalsnamn.
Namnsdag saknas i Sverige. I den finlandssvenska namnsdagslängden har Ava namnsdag 6 juni sedan 2020.

## Personer med namnet Ava
- Ava DuVernay, amerikansk filmregissör
- Ava Gardner, amerikansk skådespelerska
- Ava de Lagercrantz, svensk konstnär